# Mirko Marjanović
Mirko Marjanović (in serbo Мирко Марјановић?; Tenin, 27 luglio 1937 – Belgrado, 21 febbraio 2006) è stato un politico serbo.
È stato il quarto Primo ministro della Serbia nella Repubblica Federale di Jugoslavia e membro importante del Partito Socialista di Serbia. La sua premiership durò dal 18 marzo 1994 fino al 21 ottobre del 2000.